# Frederick Erroll
Frederick James Erroll, 1er baron Erroll de Hale, (27 mai 1914 – 14 septembre 2000) est un homme politique conservateur britannique.

## Jeunesse et formation
Erroll est le fils de George Murison Bergmans, un ingénieur, et de Kathleen, fille de George Brodrick Edington, un maitre de forge de Glasgow. La famille change son nom de famille allemand en Erroll pendant la Première Guerre mondiale. Il fait ses études à la Oundle School et au Trinity College de Cambridge, où il obtient un baccalauréat en sciences mécaniques.

## Carrière et Seconde Guerre mondiale
Erroll est ingénieur chez Metropolitan-Vickers Electrical Co. Ltd, Manchester, de 1936 à 1938. Il entre dans le 4e "comté de London Yeomanry (tireurs d'élite)", de l'armée territoriale en 1939, et occupe des postes techniques dans le cadre de la construction et des essais de chars (conseiller SEAC, 1940–43) et sert en Inde et en Birmanie, de 1944 à 1945. Il quitte les forces armées en 1945 avec le grade de colonel.

## Carrière politique
Erroll est élu député d'Altrincham et de Sale en 1945, occupant le siège jusqu'en 1964. Il est secrétaire parlementaire du ministère des Approvisionnements, 1955-1956; Secrétaire parlementaire de la Chambre de commerce, 1956-1958; Secrétaire économique du Trésor, 1958–1959; Ministre d'État au commerce, 1959-1961; Président du Board of Trade, 1961–1963; et ministre de l'Énergie, 1963–1964. En 1964, il est élevé à la pairie comme baron Erroll de Hale, de Kilmun dans le comté d'Argyll. En 1972, il est président de l'Association des véhicules électriques de Grande-Bretagne . En 1999, âgé de 85 ans, il reçoit une pairie à vie en tant que baron Erroll de Kilmun, de Kilmun à Argyll et Bute, pour lui permettre de siéger à la Chambre des lords à la suite de l'adoption de la House of Lords Act 1999, qui exclut les pairs héréditaires.
Il est membre du comité spécial de la Chambre des lords sur la science et la technologie, de 1985 à 1991.

## Vie privée
Il épouse Elizabeth Barrow en 1950. Lord Erroll de Hale est décédé à Kensington et Chelsea à l'âge de 86 ans. Comme il n'a pas d'enfants, la baronnie héréditaire s'est éteinte à sa mort.